# Placentonema gigantissima
Placentonema gigantissima é um nematoda gigante que parasita a placenta da cachalote. Possui comprimento de cerca de 8,4 metros e um diâmetro de 2,5 centímetros. Esse é potencialmente a maior espécie de nematoda já descrita e foi descoberta no ano de 1950 nas Ilhas Curilas e descrita por Gubanov no ano de 1951.